# 新米基利斯凱 (斯瓦托韋區)

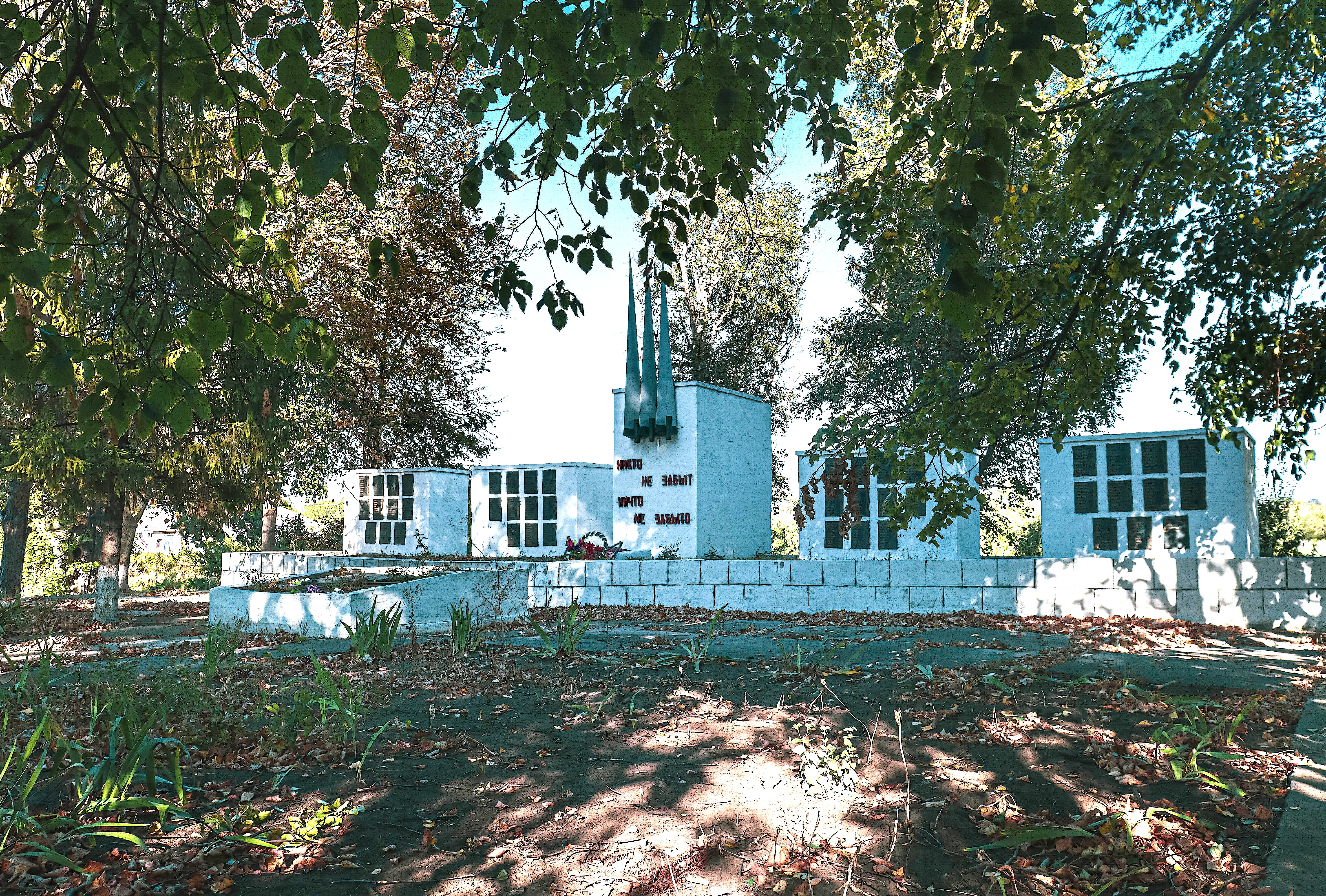
苏联烈士墓

49°17′41″N 38°10′56″E / 49.29472°N 38.18222°E
新米基利斯凱（烏克蘭語：Новомикільське）是位於烏克蘭東部的村莊，由盧甘斯克州斯瓦托韋區的斯瓦托韋市鎮負責管轄。該村始建於1956年，面積5.77平方公里，海拔高度66米，2001年人口1,262，人口密度每平方公里218.6人。